# Ditassa longisepala
Ditassa longisepala là một loài thực vật có hoa trong họ La bố ma. Loài này được (Hua) Fontella & E.A.Schwarz mô tả khoa học đầu tiên năm 1981.